# 葛源镇
葛源镇是中华人民共和国江西省上饶市横峰县下辖的一个镇。
葛源镇位于江西省上饶市横峰县北部，与弋阳、德兴、上饶三县交界，距横峰县城33公里。现辖8个村委会，1个居委会，110个自然村，面积97平方公里，人口2.6万，是横峰县内最大的一个镇。葛源镇是中国历史文化名镇之一。
葛源四面环山，仅于西部有峡谷通往外界。独特的地理条件使其易守难攻。1931年2月，方志敏率赣东北特区领导机关从弋阳迁驻葛源，成立了赣东北特区苏维埃政府。1932年11月相继成立了中共闽浙赣（皖）省委和闽浙赣（皖）省苏维埃政府。
葛源现有众多保存完好的革命旧址：国家级重点文物保护单位一处5个景点，革命根据地旧址群现有保存完好的革命旧址50余处：中共闽浙赣省委、省苏维埃政府、省军区司令部、中国工农红军学校第五分校、列宁公园、红军广场、八角亭。
2003年，被评为江西省历史文化名镇。
2008年，被评为中国历史文化名镇。
2009年，葛源镇闽浙皖赣革命根据地旧址群被列入“全国爱国主义教育基地”。
2010年入选“全国特色景观旅游名镇（村）”示范名单。

## 行政区划
葛源镇下辖以下村级行政区划单位：
葛源社区、葛源村、关田村、黄山村、清湖村、溪畈村、枫林村、黄溪村和石桥村。